# Francesco Nocera
Francesco Nocera (Napoli, 12 giugno 1968) è un allenatore di calcio ed ex calciatore italiano, di ruolo difensore, tecnico del Castelnuovo Vomano.

## Carriera

### Giocatore

#### Foggia
Nipote dell'attaccante del Foggia degli anni sessanta Cosimo Vittorio Nocera, esordisce con il Foggia dove giovanissimo debutta in prima squadra.

#### Cosenza
Ha debuttato in Serie B con il Cosenza con cui mette a segno un gol in 27 partite di campionato, sotto la guida di Luigi Simoni prima e Gianni Di Marzio poi.

#### Sambenedettese
Gioca anche con Sambenedettese, Avellino (con cui vince un campionato di Serie C1 e torna a giocare tra i cadetti) e Ancona, dove indosserà anche la fascia da capitano. Con queste due ultime squadre torna a giocare in cadetteria.
In carriera ha totalizzato complessivamente 101 presenze e 5 reti in Serie B.
Rimane legato alle Marche, dove termina nelle serie inferiori la carriera di calciatore e contemporaneamente debutta in quella di allenatore.

### Allenatore
A metà stagione 2003-2004 viene chiamato dal Camerino in qualità di giocatore-allenatore. La squadra è penultima e lui riesce a portarla alla salvezza.
L'anno successivo approda alla Maceratese. Vince il campionato con 20 punti di vantaggio sul secondo e riporta il club biancorosso in Serie D dopo un anno. L'annata successiva ottiene un terzo posto alla fine della stagione 2005-2006. Terminata la stagione non viene riconfermato dalla nuova dirigenza.
Viene chiamato, in corsa, dalla Civitanovese, da cui si dimette dopo pochi mesi.
Nella stagione 2007-2008 è allenatore della Fermana, che in seguito lo esonera.
Nella stagione 2008-2009 è sulla panchina del Montesilvano dove riesce a vincere il campionato di Promozione approdando in Eccellenza.
Nel dicembre 2009 viene chiamato dalla Maceratese per sostituire Alessandro Porro, ottenendo la salvezza.
Successivamente viene contrattualizzato dal Centobuchi, compagine con cui riesce ad ottenere la salvezza.
Ha rivestito poi il ruolo di osservatore tecnico per il Benevento, per poi passare al Chieti come allenatore in seconda di Umberto Marino.
È stato chiamato per ricoprire il ruolo di allenatore per la Rappresentativa Serie D girone F nel torneo nazionale LND Serie D. È riuscito ad avanzare fino alle semifinali, risultato mai raggiunto dalle formazioni del girone F, perdendo contro il Girone H.
Il 13 luglio 2017 diventa l'allenatore della Civitanovese Calcio, squadra militante in Prima Categoria girone C dove conquista il titolo di prima della classe, coppa Italia e si porta fino in finale per il titolo regionale perdendo solo ai rigori contro la formazione dorica dell'Anconitana. Poche settimane dopo lascia la Civitanovese per approdare nella panchina dell'Anconitana calcio ritornando ad Ancona dopo 16 anni e riuscendo a classificarsi come primo nel girone e a vincere la Coppa Italia di Promozione.
Il 13 gennaio 2020 torna nuovamente sulla panchina della Maceratese, sostituendo l'esonerato Marinelli.. La stagione viene tuttavia interrotta poco dopo per la pandemia di Covid-19, mentre quella successiva non viene nemmeno disputata. Rimane sulla panchina biancorossa anche per la stagione 2021-2022, ma viene esonerato il 15 dicembre 2021 con la squadra terza in classifica a otto punti di distacco dalla vetta.
Per la stagione 2022-23 ritorna sulla panchina della Civitanovese, nel torneo di Promozione. A fine stagione c'entra il salto di categoria.
Il 30 gennaio 2024 subentra a Stefano Bellè sulla panchina del Castelnuovo Vomano, squadra abruzzese che disputa il torneo di Eccellenza.
Il 9 Dicembre Nocera e il suo staff subentra a Giovanni Cornacchini sulla panchina dell' Aurora Treia l, squadra marchigiana militante nel campionato Promozione girone B. Trascina la squadra dalla  penultima posizione in classifica fino al 4° posto, a pari punti con il Casette Verdini, giocandosi con i play off la promozione in Eccellenza contro la Palmense, gara poi persa per 2 - 1. 
Memorabile rimarrà la gara del 21 Dicembre contro l'Azzurra Mariner. Gara di recupero ripresa al 69' del secondo tempo a causa di un infortunio del direttore di gara con il risultato di 1- 2 per gli ospiti. Partina ripresa per soli 21' e la squadra di Nocera riesce a ribaltare la gara in 8' con il risultato finale di 3 - 2, un incredibile miracolo sportivo.

## Palmarès

### Giocatore
- Coppa Italia Serie C: 1

Sambenedettese: 1991-1992

### Allenatore
- Eccellenza: 1

Maceratese: 2004-2005
- Promozione: 3

Anconitana: 2018-2019 (girone A)
Civitanovese: 2022-2023 (girone B)
Montesilvano: 2008-2009
- Prima Categoria: 1

Civitanovese: 2017-2018 (girone C)